# Joël Quiniou
Joël Quiniou (Paris, 11 de julho de 1950) é um ex-árbitro de futebol da França.

## Carreira
Quiniou, antes de iniciar a carreira na arbitragem, jogou em categorias de base, mas não chegou a se profissionalizar. Sua estreia como árbitro foi em 1979, na Ligue 1.
Considerado o melhor árbitro de seu pais na segunda metade da década de 1980, não foi relacionado para a Copa de 1982 nem para as Eurocopas de 1980 e 1984, sediada em território francês. Na Copa de 1986, apitou o jogo entre Uruguai e Escócia, expulsando o lateral uruguaio José Batista aos 56 segundos do primeiro tempo (foi o cartão vermelho mais rápido na história das Copas), depois de uma entrada forte no meia escocês Gordon Strachan.
Preterido para outras 2 Eurocopas, em 1988 e 1992, Quiniou mediou ainda outros 3 jogos da Copa de 1990 (Itália x Tchecoslováquia, Brasil x Argentina e a decisão do terceiro lugar, entre Itália e Inglaterra) e mais 4 na edição de 1994 (Suécia x Rússia, Alemanha x Coreia do Sul, Brasil x Estados Unidos e Itália x Bulgária). Quiniou foi criticado pelos jogadores búlgaros ao não marcar um pênalti de Alessandro Costacurta, e encerrou a carreira de árbitro após este jogo.
Juntamente com o mexicano Benito Archundia e o uruguaio Jorge Larrionda, foi o recordista de partidas apitadas em Copas, com oito. O trio foi superado pelo uzbeque Ravshan Irmatov no jogo entre Holanda x Costa Rica, pelas quartas-de-final da Copa de 2014.
Em nível de clubes, Quiniou trabalhou em 3 finais da Copa da França, a Supercopa Europeia de 1989, a final da Copa da UEFA de 1990–91 e a Copa Intercontinental de 1993.
Nos década de 2000, escreveu colunas sobre arbitragem no jornal L'Équipe e também trabalhou como comentarista na Radio Monte Carlo.